# Fissistigma oldhamii
Fissistigma oldhamii là loài thực vật có hoa thuộc họ Na. Loài này được (Hemsl.) Merr. mô tả khoa học đầu tiên năm 1919.

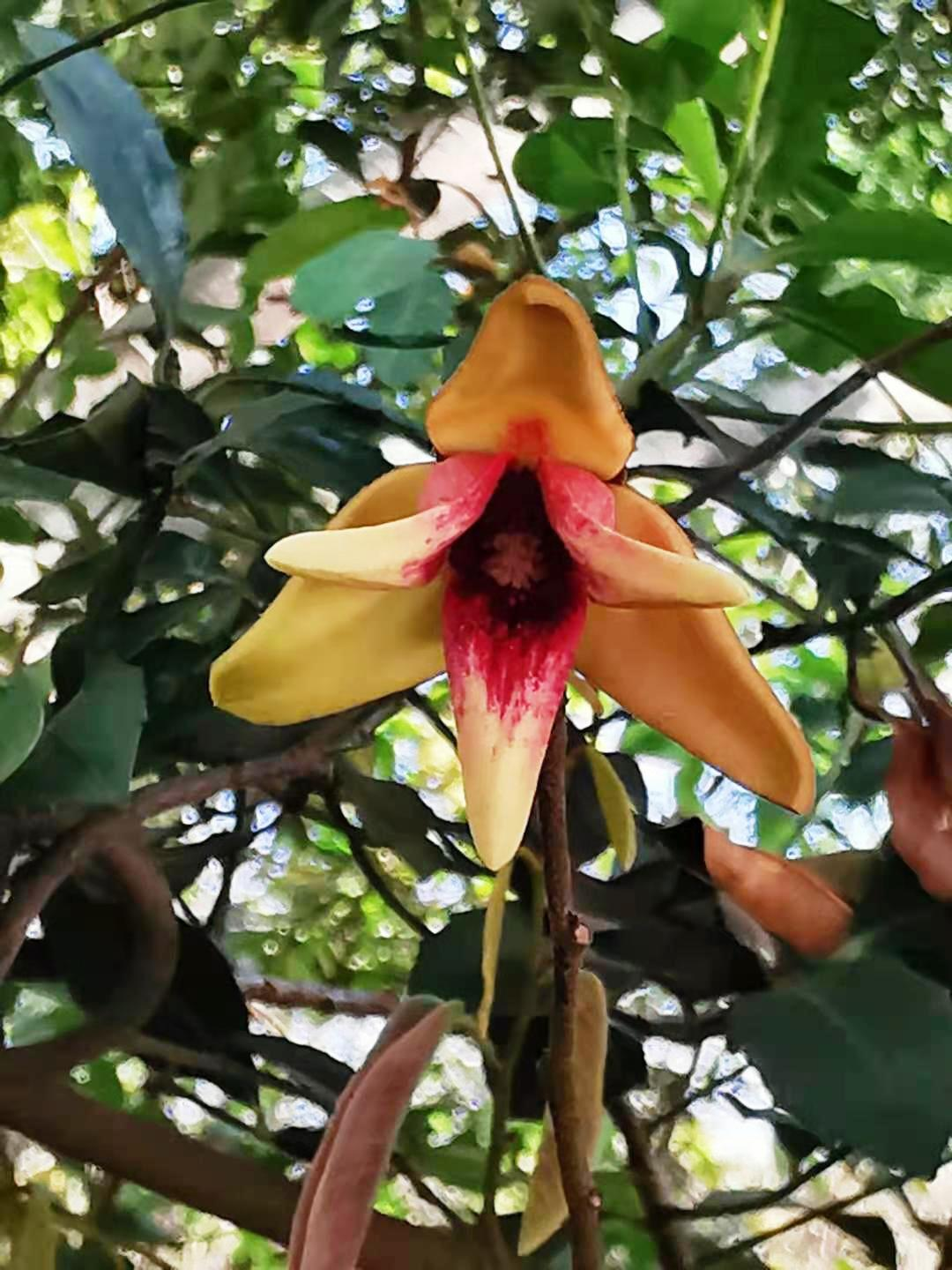
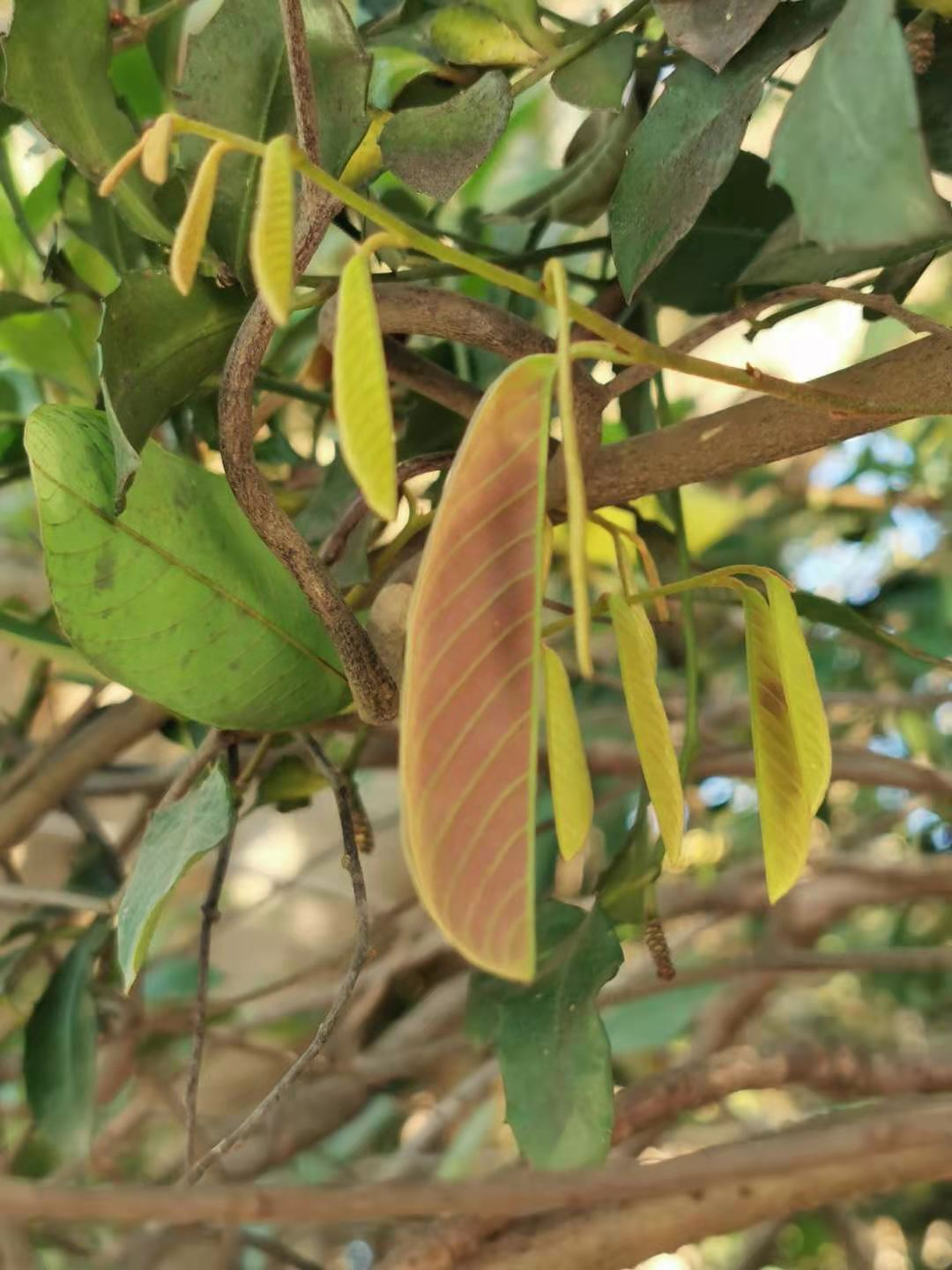
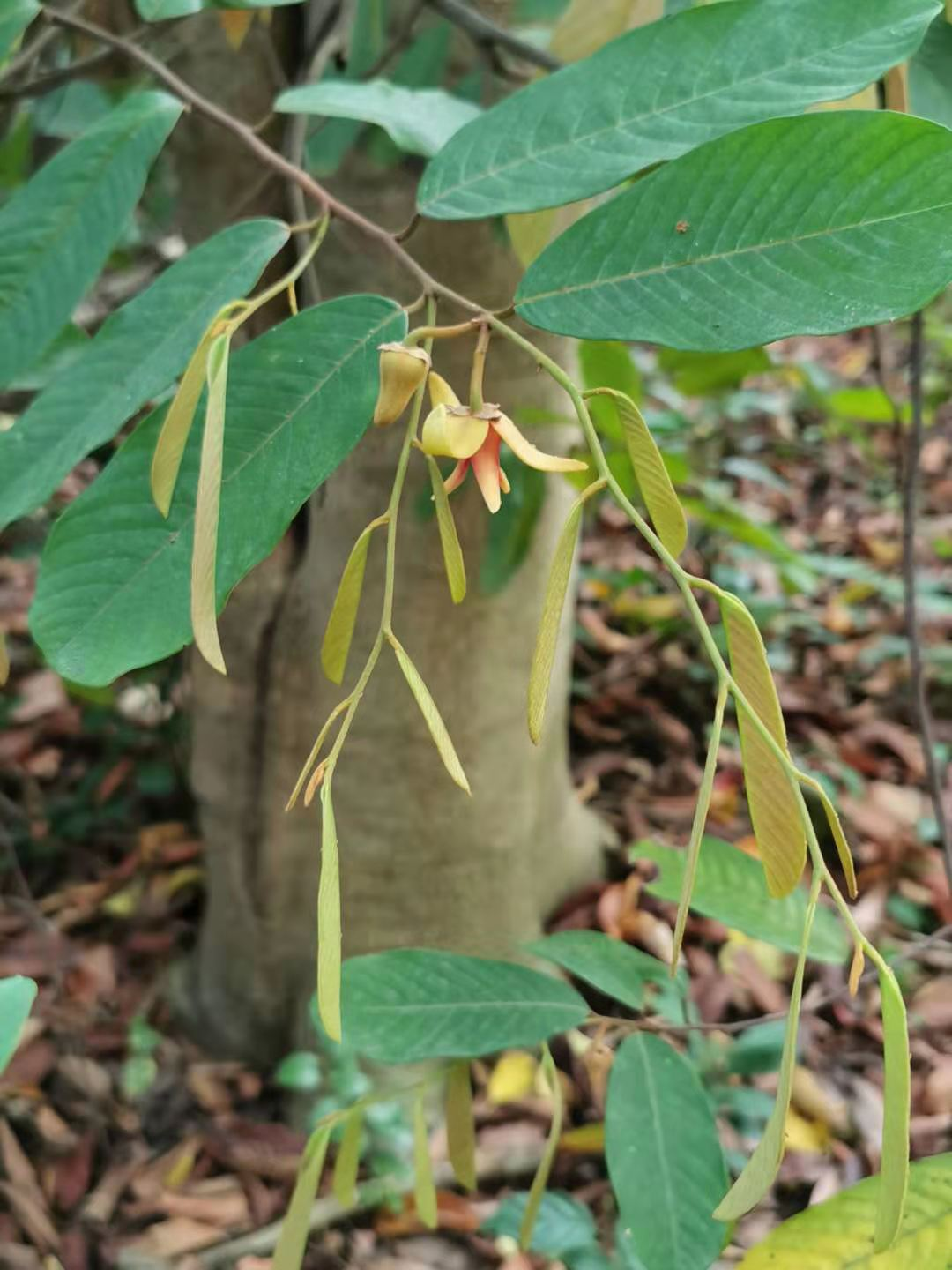
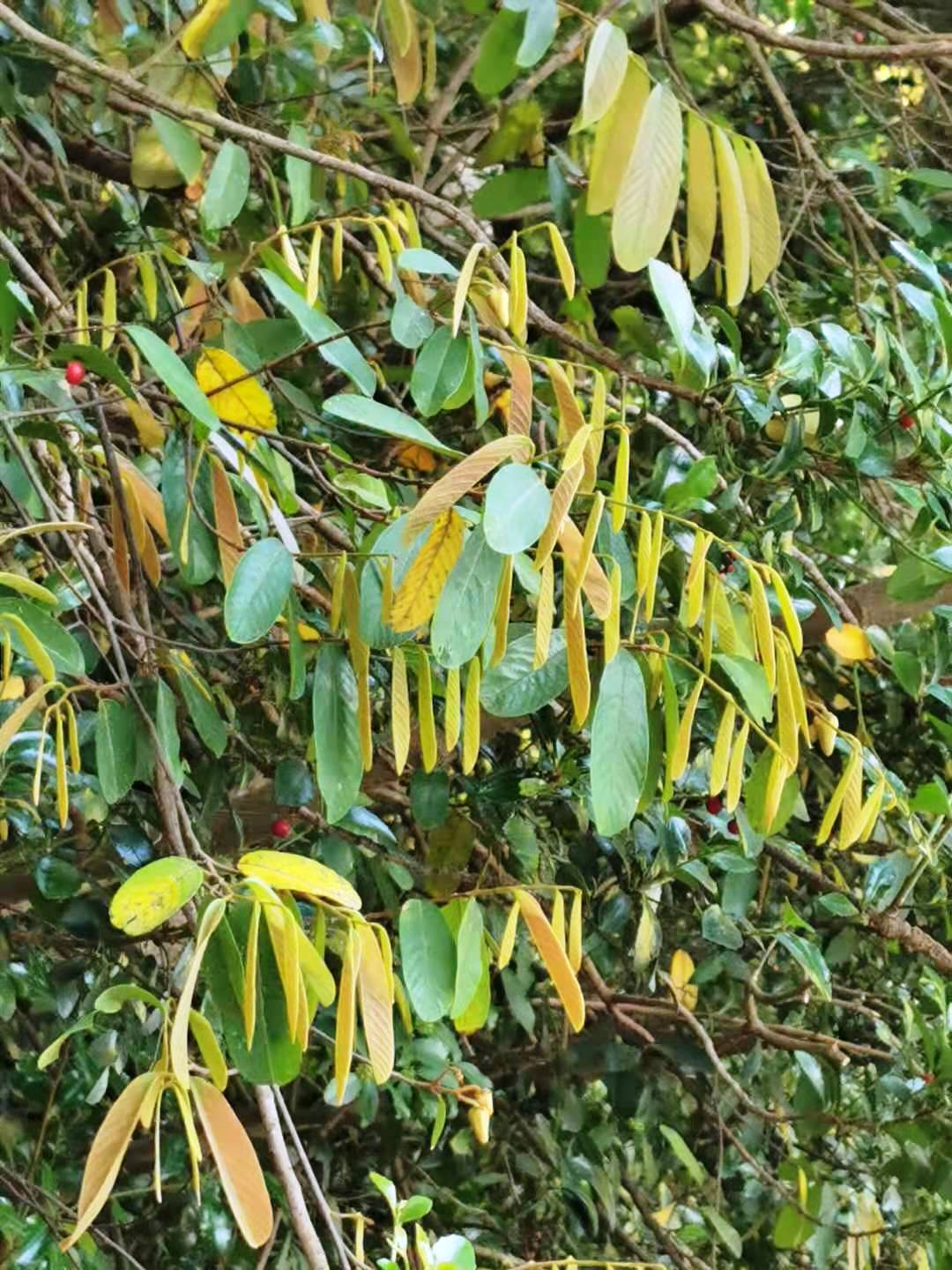